# UNOMSA
De United Nations Observer Mission in South Africa (UNOMSA), of Waarnemersmissie van de VN in Zuid-Afrika in het Nederlands, was een vredesoperatie in Zuid-Afrika die mogelijk werd gemaakt door de resolutie 772 van 17 augustus 1992 van de Veiligheidsraad van de Verenigde Naties. De missie duurde tot juni 1994.
De gedetacheerde militairen kwamen in aanmerking voor de Herinneringsmedaille VN-Vredesoperaties.

## Medaille
De secretaris-generaal van de Verenigde Naties stichtte geen Medaille voor Vredesmissies van de Verenigde Naties voor de deelnemers. In plaats daarvan krijgen de deelnemers de United Nations Medal. Deze medaille wordt aan militairen en politieagenten verleend.